# Ceradocus (Denticeradocus) cotonensis
Ceradocus (Denticeradocus) cotonensis is een vlokreeftensoort uit de familie van de Maeridae. De wetenschappelijke naam van de soort is voor het eerst geldig gepubliceerd in 2006 door Appadoo & Myers.